# マーサ・E・ロジャーズ
マーサ・E・ロジャーズ（Martha Elizabeth Rogers、1914年5月12日 - 1994年3月14日）は、アメリカ合衆国の看護学者。テキサス州ダラスの生まれ。1931年-1933年テネシー州ノックスビルにあるテネシー大学で学び、卒業。いずれにせよ、その後同市のノックスビル総合病院看護学校で看護師免許を取得している。
大学教育は、テキサス州ナッシュビルのジョージ・ピーバディ大学（George Peabody College ）で学部の卒業をし、1945年コロンビア大学教育学部（Teacher's College）で公衆衛生看護管理（public health nursing supervision）で修士号、1952年にボルチモアのジョンズ・ホプキンス大学で公衆衛生看護学（M.P.H.）で修士、1954年に理学博士号を取得している。その間、彼女は当初はコネチカット州で、その後ミシガン州で保健師として働いていた。学位取得のあとは、1954年からニューヨーク大学看護学部で教鞭をとり、学部長の要職にも就き、訪問看護、公衆衛生看護などの分野で活躍した。1979年以後、同大学の名誉教授だった。
1970年に初めて出した看護学の著書"An Introduction to the Theoretical Basis of Nursing"（『ロジャーズ　看護論』医学書院　1979年）が、看護が中心になって係わる人間とは何かというテーマを掲げ、従来はなかった看護学の独自の領域を看護人間学というオリジナルな視点から提起し、注目を集めた。特に新しいのは人間の生命過程の特徴を四つの領域、エネルギーの場としての人（一つの単位としての人間存在）、開放系（つまり、完結することのないシステム）、さまざまなパターン様式、時間と空間に留まらず物事には様々な次元があるということ、を提起した。
このフレームワークの中で、彼女は、人間を中心として「環境」、「健康」、「看護と看護学」という同心円を考案し、ホメオダイナミックスという原理、共鳴と螺旋と統合という機能を持ったバランス維持機構を使って説明しようと試みた。
これを実際に現場での看護研究に直接役立てることは無理があるが、この人間学的な看護理論の解説は新鮮な驚きを与え、看護の対象となる人間を説明するのに頻繁に引用された。看護の対象とする人間を思考モデルから考えていくという試みの先駆者の1人として知られる。